# Bahnstrecke Roma–Lido
| MA300-Zug in Roma Porta San Paolo |                      |                                                      |                                                      |
| |                      |                                                      |                                                      |
| Streckenlänge: | 28,3 km              |                                                      |                                                      |
| Spurweite: | 1435 mm (Normalspur) |                                                      |                                                      |
| Stromsystem: | 1500 V DC =          |                                                      |                                                      |
| |                      |                                                      |                                                      |
| \| \| \| Linie B von Rebibbia/Jonio \| \| \| \| \| Porta San Paolo/Piramide seit 10.08.1924 \| \| \| \| \| Bahnstrecken Rom–Viterbo, Pisa–Rom und Rom–Fiumicino \| \| \| \| \| \| \| \| \| \| Garbatella 1990 \| \| \| \| \| \| \| \| \| \| Basilica San Paolo \| \| \| \| \| Marconi \| \| \| \| \| EUR Magliana seit 1955 \| \| \| \| \| Linie B nach Laurentina \| \| \| \| \| Magliana Ostiense 1924–1955 \| \| \| \| \| Depot Magliana \| \| \| \| \| Tor di Valle seit 1960 \| \| \| \| \| Torrino 10.08.1924–1972 \| \| \| \| \| Autostrada A90 GRA \| \| \| \| \| Mezzocammino 10.08.1924–? \| \| \| \| \| Vitinia seit 10.08.1924 \| \| \| \| \| Casal Bernocchi-Centro Giano seit 09.08.1971 \| \| \| \| \| \| \| \| \| \| Acilia seit 10.08.1924 \| \| \| \| \| Acilia Sud-Dragona seit 11.08.2025 \| \| \| \| \| Ostia Antica seit 10.08.1924 \| \| \| \| \| Lido di Ostia Nord seit 2000 \| \| \| \| \| \| \| \| \| \| Marina di Ostia 10.08.1924–1944 \| \| \| \| \| Lido di Ostia Centro seit 04.06.1951 \| \| \| \| \| Stella Polare seit 18.08.1948 \| \| \| \| \| Castel Fusano seit 30.07.1949 \| \| \| \| \| Cristoforo Colombo seit 20.06.1959 \| \| |                      |                                                      |                                                      |
| U-Bahn-Strecke |                      | Linie B von Rebibbia/Jonio                           | Linie B von Rebibbia/Jonio                           |
| Kopfbahnhof Streckenanfang · U-Bahn-Haltepunkt / Haltestelle |                      | Porta San Paolo/Piramide seit 10.08.1924             | Porta San Paolo/Piramide seit 10.08.1924             |
| Abzweig quer und von rechts · Kreuzung geradeaus unten · U-Bahn-Kreuzung mit Eisenbahn geradeaus unten |                      | Bahnstrecken Rom–Viterbo, Pisa–Rom und Rom–Fiumicino | Bahnstrecken Rom–Viterbo, Pisa–Rom und Rom–Fiumicino |
| Strecke nach links · Abzweig geradeaus und von rechts · U-Bahn-Strecke |                      |                                                      |                                                      |
| Strecke · U-Bahn-Haltepunkt / Haltestelle |                      | Garbatella 1990                                      | Garbatella 1990                                      |
| Tunnel · U-Bahn-Tunnel |                      |                                                      |                                                      |
| Haltepunkt / Haltestelle · U-Bahn-Haltepunkt / Haltestelle |                      | Basilica San Paolo                                   | Basilica San Paolo                                   |
| Strecke · U-Bahn-Haltepunkt / Haltestelle |                      | Marconi                                              | Marconi                                              |
| Haltepunkt / Haltestelle · U-Bahn-Haltepunkt / Haltestelle |                      | EUR Magliana seit 1955                               | EUR Magliana seit 1955                               |
| Strecke · U-Bahn-Abzweig geradeaus, nach links und von links |                      | Linie B nach Laurentina                              | Linie B nach Laurentina                              |
| ehemaliger Haltepunkt / Haltestelle · U-Bahn-Strecke |                      | Magliana Ostiense 1924–1955                          | Magliana Ostiense 1924–1955                          |
| Blockstelle · U-Bahn-Betriebsstelle Streckenende |                      | Depot Magliana                                       | Depot Magliana                                       |
| Haltepunkt / Haltestelle |                      | Tor di Valle seit 1960                               | Tor di Valle seit 1960                               |
| ehemaliger Haltepunkt / Haltestelle |                      | Torrino 10.08.1924–1972                              | Torrino 10.08.1924–1972                              |
| Strecke mit Straßenbrücke |                      | Autostrada A90 GRA                                   | Autostrada A90 GRA                                   |
| ehemaliger Haltepunkt / Haltestelle |                      | Mezzocammino 10.08.1924–?                            | Mezzocammino 10.08.1924–?                            |
| Bahnhof |                      | Vitinia seit 10.08.1924                              | Vitinia seit 10.08.1924                              |
| Haltepunkt / Haltestelle |                      | Casal Bernocchi-Centro Giano seit 09.08.1971         | Casal Bernocchi-Centro Giano seit 09.08.1971         |
| Tunnel |                      |                                                      |                                                      |
| Bahnhof |                      | Acilia seit 10.08.1924                               | Acilia seit 10.08.1924                               |
| Haltepunkt / Haltestelle |                      | Acilia Sud-Dragona seit 11.08.2025                   | Acilia Sud-Dragona seit 11.08.2025                   |
| Haltepunkt / Haltestelle |                      | Ostia Antica seit 10.08.1924                         | Ostia Antica seit 10.08.1924                         |
| Bahnhof |                      | Lido di Ostia Nord seit 2000                         | Lido di Ostia Nord seit 2000                         |
| Abzweig ehemals geradeaus und nach links · Strecke von rechts |                      |                                                      |                                                      |
| Kopfbahnhof Streckenende (Strecke außer Betrieb) · Strecke |                      | Marina di Ostia 10.08.1924–1944                      | Marina di Ostia 10.08.1924–1944                      |
| Bahnhof |                      | Lido di Ostia Centro seit 04.06.1951                 | Lido di Ostia Centro seit 04.06.1951                 |
| Haltepunkt / Haltestelle |                      | Stella Polare seit 18.08.1948                        | Stella Polare seit 18.08.1948                        |
| Haltepunkt / Haltestelle |                      | Castel Fusano seit 30.07.1949                        | Castel Fusano seit 30.07.1949                        |
| Kopfbahnhof Streckenende |                      | Cristoforo Colombo seit 20.06.1959                   | Cristoforo Colombo seit 20.06.1959                   |

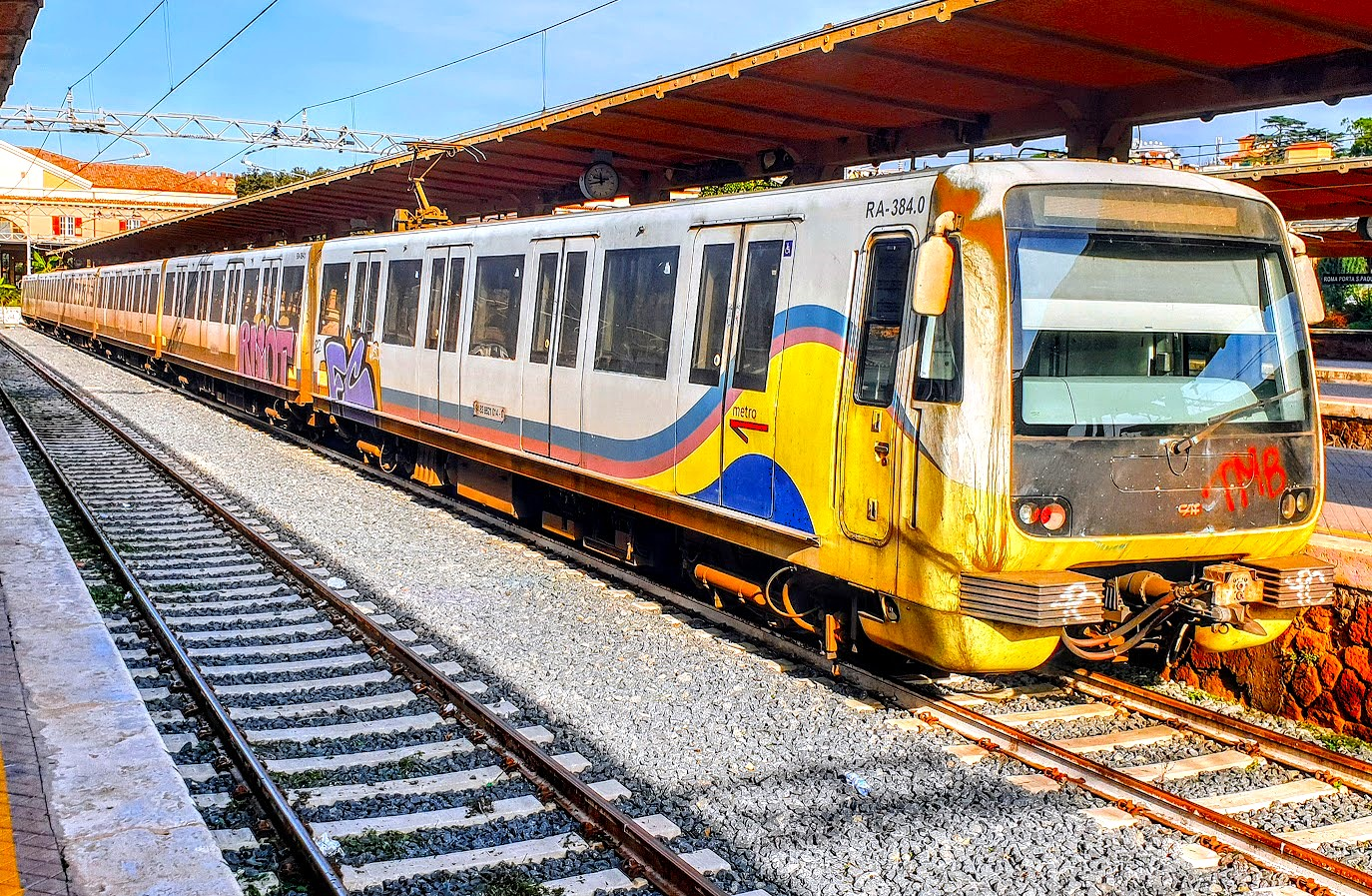
Der Pfeil des Meeres Zug

Die Bahnstrecke Roma Porta San Paolo–Cristoforo Colombo  ist eine Eisenbahnstrecke, die im Vorortverkehr den römischen Bahnhof Porta San Paolo mit Lido di Ostia, Roms Stadtteil an der Küste, verbindet. Die Strecke ist 28,3 Kilometer lang, hat 14 Haltepunkte und befördert durchschnittlich 90.000 Personen pro Tag. Betreiber ist die ASTRAL.
In der Innenstadt verwendet die Linie eine separat verlaufende zweigleisige Strecke, die zwischen Porta San Paolo und Magliana parallel zur Linie B der U-Bahn Rom verläuft, womit mehrere direkte Umsteigemöglichkeiten bestehen. Vom Bahnhof Porta San Paolo gibt es direkte Übergänge zur Metrostation Piramide und zum Fernbahnhof Ostiense.

## Betrieb
Die Betriebszeiten sind täglich von 5:15 Uhr bis 23:30 Uhr. Zur Spitzenzeit fahren 8 Züge pro Stunde. Sie kommt damit an den Takt einer U-Bahn heran. Normalerweise besteht ein 15-Minuten-Takt an Wochentagen. Die Strecke wird werktags von Berufspendlern und am Wochenende und in den Sommerferien von Badegästen auf dem Weg zu den Stränden Ostias stark genutzt. Daher wird in den Stoßzeiten eine Taktverdichtung angestrebt. Die durchschnittliche Reisezeit beträgt 37 Minuten.
In der Nacht wird die Linie durch die Buslinie nME ersetzt, welche von der Piazza Venezia bis zur Station Cristoforo Colombo fährt.

## Geschichte
Eine Eisenbahnverbindung zwischen Rom und Ostia wurde Ende des 19. Jahrhunderts notwendig, als die Bevölkerung von Ostia stark anstieg. Ein erstes Projekt zum Bau einer Eisenbahn zum Meer wurden vom römischen Ingenieur Felipe Costa 1868 vorgeschlagen und vom Kirchenstaat genehmigt. Mit dem Ende des Kirchenstaates 1870 wurde das Projekt aufgegeben. Später wurde eine Straßenbahnlinie geplant. Da kein Nutzen erwartet wurde, wurden die Planungen verworfen. Zwischen 1900 und dem Ausbruch des Ersten Weltkrieges gab es mehrere Anläufe.
1916 wurde ein Gesetz (Nr. 550 vom 27. April) von der Regierung ratifiziert, das die Kriterien für den Bau festlegte und einen Zuschuss von 12.864 Lire pro Kilometer festlegte. Durch den Krieg wurden die Arbeiten unterbrochen und erst am 20. Dezember 1918 fortgeführt. Die offizielle Zeremonie für den Arbeitsbeginn fand wenige Tage später in Anwesenheit von König Viktor Emanuel III. statt.
Aufgrund des Drucks von Benito Mussolini fand die Eröffnung am 10. August 1924 statt. Ab diesem Tag verkehrten pro Tag 10 Zugpaare, die 50 Minuten für die Strecke brauchten. Am 21. April 1925 wurde die Strecke elektrifiziert und die zweite Spur eingeweiht. Die Fahrzeit wurde damit auf 30 Minuten verkürzt. Die Blütezeit der Eisenbahn waren die 1930er Jahre. Zu dieser Zeit wurde durch sie die Entwicklung der Stadt Ostia gefördert. Im Zweiten Weltkrieg wurde zwischen 1943 und 1944 die Bahnstrecke durch alliierte Bombardierung zerstört.
Unmittelbar nach der Befreiung Roms wurde die Strecke repariert. Seit dem 21. September 1944 wurde die Strecke mit Dampflokomotiven betrieben. Ab dem 24. Dezember 1945 verkehrten wieder elektrische Lokomotiven. Der alte Bahnhof in Marina di Ostia wurde 1944 aufgegeben und 1949 abgerissen. Ein Teil der Gleisanlagen dient der Abstellung von Arbeitszügen sowie Gleisbaumaschinen. 300 Meter daneben entstand der Bahnhof Lido di Ostia Centro, der am 4. Juni 1951 eröffnet wurde. Die Strecke wurde verlängert und es wurden die Stationen Stella Polare (18. August 1948) und Castel Fusano (30. Juli 1949) gebaut. 1955 wurden Durchläuferzüge über die neueröffnete erste Strecke der Metropolitana di Roma bis zum U-Bahnhof Termini unter dem Bahnhof Roma Termini, dem Hauptbahnhof Roms, eingerichtet.
Am 25. August 1960 wurde die Station Cristoforo Colombo eröffnet, die zweigleisig mit dem Rest der Strecke verbunden wurde. Im selben Jahr wurde der Bahnhof Tor di Valle eröffnet und im Sommer 1972 folgte die Station Casal Bernocchi, um neu entstandene Wohngebiete anzuschließen. Seit 4. August 1986 begannen alle Züge nach Ostia wieder am Bahnhof Porta San Paolo. Die Durchläufer zum U-Bahnhof Termini wurden eingestellt, nachdem die Linie B der U-Bahn über Termini hinaus nach Norden verlängert worden war. Baubedingt wurden die Endhaltestelle ab 1989 bis zum Bahnhof EUR Magliana zurückgezogen, wo zur Linie B der U-Bahn umgestiegen werden musste. Die umfangreichen Bauarbeiten am Bahnhof Porta San Paolo endeten 1996. Seitdem beginnen und enden die Züge wieder dort. Die frühere Durchbindung über die U-Bahn-Strecke zum Bahnhof Termini wurde nicht wieder eingerichtet.
2016 wurde die Verdichtung des Takts in der Hauptverkehrszeit auf acht Minuten beschlossen. Wegen der veralteten und reparaturanfälligen Schienenfahrzeuge konnte dieser aber kaum eingehalten werden. Es wird daher seit 2014 eine Privatisierung diskutiert. Insbesondere die französische RATP Dev zeigt Interesse an Modernisierung und Betrieb.
Im Sommer 2018 kündigte der Stadtrat eine Projektstudie an: die Vorortbahn sollte mit der Metrolinie B1 zur neuen Metrolinie E verbunden werden. Damit würden Züge wieder nach Termini und darüber hinaus bis in die nördlichen Vororte Roms verkehren. Im Jahr 2019 legte die Stadt Rom neue Pläne vor, nach denen die Vorortbahn in ihrer bisherigen Länge zur Metro-Linie E der Metropolitana di Roma würde. Geplant ist auch eine Abzweigung bei Acila Sud zum Flughafen Rom-Fiumicino. Im Jahr 2021 wurde die Bahnstrecke von der Region Latium übernommen.